# Joseph Carez
Joseph Carez, (né le 15 mars 1752 à Toul en France, et mort le 6 juillet 1801 dans la même ville) est un imprimeur français exerçant à Toul. Il fait aussi, durant la Révolution, une brève carrière politique au service des habitants de l'ancien département de la Meurthe.

## Premières années
Joseph Carez est le fils de l'imprimeur officiel des évêques de Toul. Après avoir fait ses Humanités dans la dite ville, il décide de tenter sa chance comme chanteur d'opéra. Cette tentative se révèle infructueuse et Joseph Carez revient donc à Toul pour y reprendre l'imprimerie familiale, à la suite de son père.

## Invention du clichage
Ayant entendu parler des essais de polytypage tentés par le bailli de Benfeld, François Ignace Joseph Hoffmann, il se livre aux mêmes études dès 1783, et invente le clichage, qui substitue aux caractères mobiles des plaques de métal fondu d'une seule pièce. En 1786, il imprime un livre d'église avec notes, tiré par ce procédé. S'ensuivent alors des éditions diverses et successives, qu'il nomme omotypes.

## Carrière politique
Sous la Révolution, dont il embrasse les principes, Joseph Carez est nommé, dès  1790, officier municipal de Toul et administrateur du district de Toul. Le 31 août 1791, il est élu, par 344 voix sur les 443 exprimées, député de la Meurthe à l'Assemblée législative. Dans le même temps, il entre au Comité des assignats et monnaies de la Convention, auquel il fait utiliser son invention typographique.
 
Le 1er septembre 1793, alors président de la Société populaire et membre du Comité de surveillance, Joseph Carez part aux frontières à la tête du bataillon de la Garde nationale de Toul.
 
En 1798, il devient administrateur municipal, et, en 1799, chef de bureau de l'Instruction au ministère de l'Intérieur.

En 1800, rallié à Napoléon Bonaparte, Joseph Carez est nommé sous-préfet de Toul. Il meurt en fonction, le 6 juillet 1801.

## Postérité
Joseph Carez laisse à la postérité le souvenir d'un député modéré, contre la dénonciation des prêtres insermentés et leur persécution, mais aussi un procédé d'imprimerie, le clichage, avec lequel il édite un Dictionnaire abrégé de la fable pour l'intelligence des poëtes, des tableaux & des statues dont les sujets sont tirés de l'histoire poétique...  (1787), de nombreux ouvrages religieux, dont un livre de chants d'église (1786), une vingtaine de volumes liturgiques et une Bible en petit caractère (corps 6), ou encore des livres exaltant la République, tels L'Alphabet républicain et L'Ami des jeunes républicains.
 
En hommage à l'homme et à son œuvre, une rue de Toul porte son nom depuis le 13 novembre 1893.

Le seul portrait connu de Joseph Carez est un pastel réalisé par Paradis, à la fin du XVIIIe siècle, aujourd'hui conservé au musée d'art et d'histoire de Toul.